# Actia media
Actia media là một loài ruồi trong họ Tachinidae.